# Liste des commanderies templières dans la Creuse
Cette liste recense les commanderies, maisons et autres biens qui ont appartenu à  l'ordre du Temple dans le département de la Creuse.

## Faits marquants et Histoire
Aux XIIe et XIIIe siècles, la Creuse correspondait à une partie du comté de la Marche. Sur le plan ecclésiastique, ces commanderies se trouvaient dans le diocèse de Limoges et les templiers avaient réunis administrativement ces commanderies à leur province d'Auvergne. 
On compte trente cinq établissements templiers dans le Limousin dont quinze pour le seul département de la Creuse. En dehors des pièces du procès de l'ordre du Temple, un document de l'année 1282 révèle l'existence en Creuse de cinq maisons qui avaient une chapelle (commanderies).
La commanderie de Paulhac semble avoir été le chef-lieu d'une baillie dont dépendait entre autres la commanderie de Blaudeix.

## Commanderies
: Cet édifice a été classé au titre des Monuments historiques.
| Commanderie          | Ville actuelle (ou à proximité)                                                  | Observations |
| -------------------- | -------------------------------------------------------------------------------- | --- |
| Blaudeix             | Blaudeix                                                                         | Domus de Blaudes, de Bliauday, Templum de Blaudesio |
| (la) « Bomora »      | Bosmoreau-les-Mines ou « La Chapelle-du-Temple », lieu-dit de Bord-Saint-Georges | [Sources contradictoires] Domus Templi de Bomora, Lemovicensis diocesis (c.1289)                                                                           |
| Chamberaud           | Chamberaud                                                                       | domo dicti Templi, que vocatur Chamberel (c.1258) Domus Templi de Cambarello, Ghambarello, Lemovicensis diocesis                                           |
| Charrières           | Saint-Moreil                                                                     | Templario de Chareiras, (c.1190) Templarii de Chareriis (1192)                                                                                             |
| Crabanat             | Crabanat                                                                         | Domo de Crabanac, Lemovicensis diocesis (1308) |
| La Croix-de-Mazeirat | Le Grand-Bourg                                                                   | Hameau de « Lascroux » Cappella Crucis de Mazayrat (1282) Domus Templi Crucis de Mazerat (procès) preceptor domus de Poulac et de Cruce (procès, Poitiers) |
| La Forêt-du-Temple   | La Forêt-du-Temple                                                               | Domo de Foresta juxta Agirandam, Lemovicensis diocesis Domus Templi de Foresta, Lemovicensis diocesis (procès)                                             |
| Gentioux             | Gentioux-Pigerolles                                                              | Domus Templi de Gensil, Lemovicensis diocesis ; de Gencio                                                                                                  |
| La Pouge             | La Pouge                                                                         | Ne pas confondre avec La Pouge, un hameau de Champagnac-la-Rivière Domus Templi de Posgia ; domo templi de La Polgha, Lemovicensis diocesis (procès)       |
| Paulhac              | Saint-Étienne-de-Fursac                                                          | Domus Templi de Paulhac, Lemovicensis diocesis (procès) Domus Templi de Poulac et de Cruce (procès, Poitiers)                                              |
| Viviers              | Tercillat                                                                        | Domus Templi de Viveriis (procès) |

| Implantations templières en Creuse (Liens vers les articles correspondants) |
| --- |
| \| Au ver gne L'Allier Cher Corrèze Haute -Vienne L'Indre Puy -de-Dôme Blaudeix Chamberaud Charrières Croix-de · -Mazeirat La Forêt · -du-Temple Paulhac Viviers Chapelle · -du-Temple Bosmoreau Crabanat Fleurat Monteil Gentioux La Pouge Sous-Parsat Rimondeix \| |
| Au ver gne L'Allier Cher Corrèze Haute -Vienne L'Indre Puy -de-Dôme Blaudeix Chamberaud Charrières Croix-de · -Mazeirat La Forêt · -du-Temple Paulhac Viviers Chapelle · -du-Temple Bosmoreau Crabanat Fleurat Monteil Gentioux La Pouge Sous-Parsat Rimondeix       |

### Autres biens
Il s'agit des possessions de moindre importance dépendantes des commanderies énumérées ci-dessus et se trouvant dans le diocèse de Limoges:
- Chapelle de Fleurat (cappella de Floyrat, Lemovicensis diocesis)[18], mentionnée pour la première fois en 1282.
- Église / Paroisse de Rimondeix (ecclesia  de Rimondes, a qua dependet cappella de Blaudeys), commune de Parsac-Rimondeix. Mentionnée en 1282, donation qui remonte à c.1178/97[19],[N 6]
- Chapelle de Sous-Parsat (cappella de Sosparssat, Lemovicensis diocesis)[20], mentionnée pour la première fois en 1282.

Il y avait également une maison rattachée au diocèse de Clermont:
- La maison du Monteil, actuellement « Le Montel-au-Temple », commune de Lioux-les-Monges. Devait probablement dépendre d'une commanderie de la région auvergnate.

### Possessions douteuses ou à vérifier
- Fief « du Temple » et chapelle de Boucheresse, commune de  Clairavaux[21]. Devenu membre de la commanderie de Féniers après la dévolution.
- Église Saint-Étienne de Faux-la-Montagne d'après Ambroise Tardieu or cette église est connue comme ayant appartenu au chapitre cathédrale de Limoges[22]
- Chapelle « du Temple » de Fond-Galand, commune de La Courtine
- Montbut, commune de La Brionne. Origine templière d'après C. Laborde[23] mais existence avérée uniquement à partir de 1416.

### Possessions de l'ordre de Saint-Jean de Jérusalem
Avant la dévolution des biens de l'ordre du Temple, les Hospitaliers possédaient déjà dans ce département et au sein de la langue d'Auvergne onze maisons:
- Commanderie de Blavepeyre, commune de Bussière-Nouvelle, attestée c.1288
- Commanderie de Bourganeuf, commune de Bourganeuf, c.1190[7]
- Maison de l'Hôpital de la Brousse, commune de Brousse, c.1288
- Maison de l'Hôpital de Courleix, commune de Auzances, 1211
- Commanderie de La Croix-au-Bost, commune de Saint-Domet, 1180
- Commanderie de Féniers, commune de Féniers, c.1288
- Commanderie de Lavaufranche, commune de Lavaufranche, 1206
- Commanderie de Maisonnisses, commune de Maisonnisses, c.1288
- Maison de l'Hôpital de Malleret, commune de Malleret, 1293
- Maison de l'Hôpital de Naberon / du Nabeyron, commune de Crocq, c.1288
- Maison de l'Hôpital de Salesses, commune de Flayat, 1293

## Dignitaires de l'ordre
Ci-dessous une liste non exhaustive des frères de l'ordre connus pour avoir officié dans les commanderies situées en Creuse ou qui semblent originaires de ce département:
- Adhémar de Charrières, frère / représentant ou commandeur de Charrières en 1200
- Amalric de Chamberaud (Americus Cambarelli), frère sergent de la maison du Temple de Crabanat (1308)[10]
- Audebert de Nalhat, commandeur de Blaudeix (1285)
- Étienne des Clos, frère sergent du diocèse de Limoges
  - Reçu à Blaudeix vers Noël 1304 par Guillaume de Chamborent
  - Interrogé en 1309, détenu à Riom en 1311
- Étienne Lajarosse, frère chapelain de la maison du Temple d'Ydes
  - Reçu en 1292 par Pierre de Madic à La Pouge
- Gautier de Montengrier (Galterius de Montenegerio), commandeur du Puy-de-Noix (c.1301)
  - Détenu à Avignon. Probablement Gautier de Nonagerio
- Gautier de Nonagerio (Galterus de Nonagerio), chevalier du Temple, commandeur de Chamberaud (1307)[26]
  - Interrogé à ?. Reçu vers 1280 (commanderie du Palais) par Franco de Bort qu'il désigne comme commandeur du Palais alors qu'il est connu comme commandeur de la province du Limousin à cette date.
- Géraud de Saint-Martial, frère chevalier, commandeur de Charrières (1307)
  - Reçu vers 1258 à Chamberaud par Étienne de Leol ou de Loriut. En Orient de 1258 à 1282 environ.
- Girard Buyssitgra, frère chapelain de la maison du Temple de Gentioux (c.1285)
- Guillaume Brughat, frère sergent du diocèse de Limoges
  - Reçu à Paulhac en 1290 par Pierre du Carrefour
  -  Interrogé à Clermont en 1309 puis à Paris en 1310 où il est défenseur de l'ordre
- Guillaume de Chambonnet / de Chamborand, chevalier du Temple du diocèse de Limoges, commandeur de Blaudeix (1304-1307)
  - reçu vers 1276 à Paulhac par Franco de Bort
  - Procureur chargé de défendre l'ordre au cours du procès à Paris (1310)
- Guillaume de Verneiges (Guillelmus de Vernegia, Guillermus de Varnage), frère chevalier
  - Né vers 1285. Dans son premier interrogatoire (1307), indique avoir été reçu en 1301 à la Forêt-du-Temple par frère Raymond de Bassignac, commandeur de La Baude[27]. Dans un second interrogatoire (1311), indique par Humbert de Comborn en 1306[28]
- Guillaume de « Puy-Minaud » ou du Puy-les-Vignes / Puy-Vignal (Guillelmus de Podio Minaldi, Podio Vignali, Podio Vinhal), frère sergent
  -  Interrogé à Clermont en 1309 puis à Paris en février 1310[29]. Reçu vers 1284 à la Croix-de-Mazeirat[30]
- Guillaume Galabru, commandeur de Viviers (1304-1307)
- Guy Briars (Guido Bruiars) du diocèse de Limoges
  - Interrogé à Poitiers en 1308. Reçu vers 1293 à Paulhac par Jean de La Chaussade[31]
- Guy de Chatanède, frère chevalier du diocèse de Limoges
  - Reçu à Paulhac vers 1305 par Humbert de Comborn.
- Humbaud de la Boissade, frère sergent du diocèse de Limoges
  - Reçu à Blaudeix vers 1305 par Humbert de Comborn
- Humbert de Comborn, frère chevalier, commandeur de Paulhac (1298-1307)[32], de Paulhac et de La Croix [de Mazeirat] (1307)[33]
  - Interrogé à Poitiers en 1308. Reçu à Auzon par Jean le Français, maître de la province du Poitou (entre 1269 et 1276).
  - Petit-fils d'Archambaud VI de Comborn (pas de Bourbon). Fils de Guichard de Comborn, seigneur de Chamberet et de Mathe de La Marche[34]
- Jean Fabre (1277-...), frère sergent du diocèse de Limoges
  - Donat de la maison du Temple de Chamberaud (1291-1301)
  -  Interrogé à Clermont en 1309 puis par la commission pontificale en 1311
- Jean de La Chaussade, commandeur de Paulhac (1280-1285)
- Jean de Menat (Johannes de Menato), frère sergent
  - Reçu à La Marche en 1279
  -  Interrogé Paris en 1311
- Jean II de Menat (Johanne de Manaco vel de Aqua Sparsa), frère chapelain du diocèse de Clermont[N 7]
  - Originaire d'Aigueperse (Aqua Sparsa) ou de Menat?
  -  Interrogé à Clermont en 1309
- Jean de Sornac (de Sornat, Saornat dit aussi de Gentils ou encore de Zelzils), frère sergent originaire du diocèse de Limoges[35],[N 8]
  - Reçu vers 1282 à Gentioux par Francon de Bort
- Jean Reynaud de Saint-Hilaire, frère sergent, commandeur de Paulhac (1286-1293)
- Laurent de Verneiges, frère chevalier, probablement commandeur de « Bomora » (c.1289)
- P. Regembert, frère ou commandeur de Charrières (1190)[7]
- Pierre du Carrefour ou du Carouge (Petrus de Cadruvio, Quadrivio, Quasto Drunio), frère sergent, commandeur de La Marche (Auvergne, 1289), de Paulhac (1290) et de Chamberaud (1301/02)
  - Présent à Bellechassagne en 1297
  -  Présent à La Marche en 1301
- Pierre de Conders, chevalier du Temple, commandeur de Gentioux (1307)
- Pierre de Remeys, frère chapelain de la commanderie de Blaudeix (1304)